# Sarnadas de São Simão
Sarnadas de São Simão ist eine Gemeinde (Freguesia) im portugiesischen Kreis Oleiros. In ihr leben 167 Einwohner (Stand 19. April 2021).